# 헨리 제임스 (신학자)

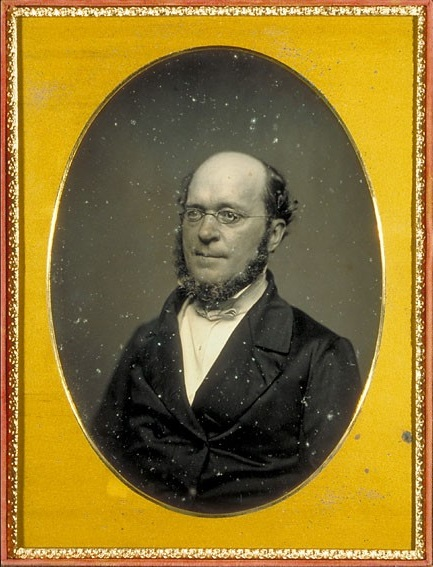

헨리 제임스 ( Henry James Sr. 1811년 6월 3일 - 1882년 12월 18일)는 미국의 신학자로 철학자 윌리엄 제임스와 소설가 헨리 제임스의 부친이다. 영적 각성이 있은 후에 그는 스베덴보리교에 심취하여 물질주의를 배격하고 은혜에 이르는 유토피아적 행보를 따랐다.  그의 사상의 영향을 받은 사람은 랠프 월도 에머슨, 아모스 브론슨 알코트 , 헨리 데이비드 소로, 윌리엄 메이크피스 새커리 등이 있다.

## 같이 보기
- 미국 철학